# Merimnetria gratula
Merimnetria gratula là một loài bướm đêm thuộc họ Gelechiidae. Nó là loài đặc hữu của Oahu.
Ấu trùng ăn Straussia kaduana. Chúng ăn lá nơi chúng làm tổ.